# Condado de Nueces
El condado de Nueces es uno de los 254 condados del estado estadounidense de Texas. La sede del condado es Corpus Christi, al igual que su mayor ciudad. El condado tiene un área de 3021 km² (de los cuales 856 km² están cubiertos por agua) y una población de 313 645 habitantes, para una densidad de población de 145 hab/km² (según censo nacional de 2000). Este condado fue fundado en 1846. El nombre del condado viene del río Nueces, que atraviesa el condado.

## Demografía
Para el censo de 2000, había 313 645 personas, 110 365 cabezas de familia, y 79 683 familias en el condado. La densidad de población era de 375 habitantes por milla cuadrada.
La composición racial del condado era:
- 72,03% blancos
- 4,24% negros o negros americanos
- 0,64% nativos americanos
- 1,16% asiáticos
- 0,07% isleños
- 18,74% otras razas
- 3,13% de dos o más razas.

Había 110 365 cabezas de familia, de las cuales el 36,30% tenían menores de 18 años viviendo con ellas, el 51,80% eran parejas casadas viviendo juntas, el 15,30% eran mujeres cabeza de familia monoparental (sin cónyuge), y 27,80% no eran familias.
El tamaño promedio de una familia era de 3,30 miembros.
En el condado el 28,40% de la población tenía menos de 18 años, el 10,50% tenía de 18 a 24 años, el 28,90% tenía de 25 a 44, el 21,10% de 45 a 64, y el 11,20% eran mayores de 65 años. La edad promedio era de 33 años. Por cada 100 mujeres había 95,80 hombres. Por cada 100 mujeres mayores de 18 años había 92,50 hombres.

## Economía
Los ingresos medios de una cabeza de familia del condado eran de USD$35 959 y el ingreso medio familiar era de $41 066. Los hombres tenían unos ingresos medios de $31 571 frente a $22 324 de las mujeres. El ingreso per cápita del condado era de $17 036. El 14,7% de las familias y el 18,2% de la población estaban debajo de la línea de pobreza. Del total de gente en esta situación, 24% tenían menos de 18 y el 15,8% tenían 65 años o más.